# Red Bull Paper Wings
Die Red Bull Paper Wings sind Ausrichter der weltweit größten Papierflieger-Wettbewerbe. Laut der Red Bull GmbH sind die Veranstaltungen als Wettkämpfe von Studenten für Studenten konzipiert. In vielen Ländern wie Deutschland, Österreich und der Schweiz können aber auch Nichtstudenten an den Ausscheidungen teilnehmen. Die Sieger aller örtlichen Qualiflyers nehmen an den National Finals des jeweiligen Landes teil. Zu den World Finals im Hangar-7 werden dann alle Sieger der National Finals sowie die amtierenden Red Bull Paper Wings Champions eingeladen. Die Red Bull Paper Wings Competitions finden alle drei Jahre statt.

## Disziplinen

### Längste Flugdauer
Gemessen wird die Flugdauer vom Verlassen der Hand des Werfers bis zum ersten Kontakt mit dem Boden oder einem Hindernis. Für den Flieger darf nur ein Blatt Kopierpapier A4 mit 80 g/m² verwendet werden. Das Blatt darf nur gefaltet werden. Der Pilot muss beim Abwurf mit beiden Füßen den Boden berühren. Jeder Teilnehmer hat zwei Versuche, der bessere wird gewertet.

### Weitester Flug
Gemessen wird die Flugweite des Papierfliegers von der Abwurflinie bis zum Punkt seiner ersten Bodenberührung. Für den Flieger darf nur ein Blatt Kopierpapier A4 mit 80 g/m² verwendet werden. Das Blatt darf nur gefaltet werden. Der Pilot darf bis zur Landung seines Fliegers die Abwurflinie nicht berühren oder überschreiten. Der Flieger muss innerhalb einer markierten Landebahn aufsetzen. Jeder Teilnehmer hat zwei Versuche, der beste wird gewertet.

### Aerobatic
Bei den Aerobatics darf der Flieger auch geklebt, getackert usw. werden. Es dürfen beliebig viele Flieger verwendet werden. Eine drei- bis sechsköpfige Jury bewertet das Aussehen der Flieger, das Kostüm des Piloten und die einminütige Flugdarbietung. Jeder Juror darf max. 10 Punkte geben. Es gibt nur einen Durchgang.

## World Championships

### World Championships  2006
Am ersten Wettbewerb nahmen über 10.000 Papierfliegerpiloten aus 48 Ländern teil. Sieger des Weltfinales am 6. und 7. Mai 2006 waren:
| Rang    | Flugdauer                                 | Flugweite                          | Aerobatik              |
| ------- | ----------------------------------------- | ---------------------------------- | ---------------------- |
| Sieger: | Diniz Nougueira Nunes; Brasilien (11,5 s) | Jovica Kozlica, Kroatien (39,43 m) | Sagi Volniansky Israel |

### World Championships  2009
Am zweiten Wettbewerb nahmen über 37.000 Papierfliegerpiloten aus 85 Ländern teil.
Sieger des Weltfinales am 1. und 2. Mai 2009:
| Rang     | Flugdauer                         | Flugweite                                 | Aerobatik                                                                               |
| -------- | --------------------------------- | ----------------------------------------- | --------------------------------------------------------------------------------------- |
| Sieger:  | Leonard Ang, Brasilien (11,66 s)  | Jovica Kozlica, Kroatien (54,43 m)        | Takeshige Kishii, Japan (56 Punkte)                                                     |
| Zweiter: | Michael Kummer, Schweiz (10,50 s) | Mike Opland, Vereinigte Staaten (54,30 m) | Tomasz Chyra, Polen (52 Punkte)                                                         |
| Dritter: | Gil Dotan, Israel (9,95 s)        | Dylan Parker, Australien (40,78 m)        | Waldemar Hoffmann, Deutschland und Ryan Naccaruto, Vereinigte Staaten (beide 44 Punkte) |

### World Championships  2012
Am dritten Wettbewerb nahmen 35.125 Papierfliegerpiloten teil. Es gab insgesamt 634 National Qualifyings in 83 Ländern. Zu den World Finals am 4. und 5. Mai kamen die besten 249 Piloten.
| Rang     | Flugdauer                        | Flugweite                                       | Aerobatik                                                                    |
| -------- | -------------------------------- | ----------------------------------------------- | ---------------------------------------------------------------------------- |
| Sieger:  | Elie Chemaly, Libanon (10,68 s)  | Tomas Beck, Tschechien (50,37 m)                | Tomasz Chodryra, Polen und Ryan Naccarato, Vereinigte Staaten (je 50 Punkte) |
| Zweiter: | Gökhan Emiroğlu, Türkei (8,76 s) | Almir Kišija, Bosnien und Herzegowina (44,53 m) | nicht vergeben                                                               |
| Dritter: | Robi Fiser, Slowenien (8,67 s)   | Jovica Kozlica, Kroatien (44,13 m)              | Alfredo Ramirez, Kolumbien (49 Punkte)                                       |

In der Teamwertung siegte die Türkei.

### World Championships  2015
An diesem Wettbewerb nahmen insgesamt 46.118 Piloten aus 80 Ländern teil.
Zu den World Finals am 8. und 9. Mai kamen die besten 200 Piloten aus 67 Nationen.
| Rang     | Flugdauer                               | Flugweite                           | Aerobatik                                      |
| -------- | --------------------------------------- | ----------------------------------- | ---------------------------------------------- |
| Sieger:  | Karen Hambardzumyan, Armenien (14,36 s) | Veselin Ivanov, Bulgarien (53,22 m) | Avedis Tchamitchian, Libanon (50 Punkte)       |
| Zweiter: | Ma Ieng, Hongkong (13,76 s)             | Jovica Koclica, Kroatien (51,22 m)  | Tomasz Chodyra, Polen (47 Punkte)              |
| Dritter: | Yohei Hayashi, Japan (12,18 s)          | Yuki Kajiya, Japan (50,05 m)        | Ryan Naccarato, Vereinigte Staaten (46 Punkte) |

In der Teamwertung siegte Hongkong mit einem neuen Rekord (21 Punkte).
Mit dem 4. Platz bei der Flugweite (48,43 m) wurde Phillip Gustke bester Deutscher aller Wettbewerbe.
Bestplatzierter Österreicher wurde der Steirer Lukas Höber mit einem 4. Platz in Aerobatik mit 44 Punkten. Ulrich Tesarik, ein Niederösterreicher, der in der Steiermark lebt, erreichte in Flugdauer den 26. Platz. Philipp Lach, ebenfalls aus der Steiermark, erzielte einen 20. Platz in Flugweite. Beide waren nicht ins Finale gekommen.

### World Championships 2019
An den World Championships 2019 nahmen insgesamt ca. 52.000 Piloten teil. Für die World Finals im Mai 2019 qualifizierten sich die besten 176 Piloten.
| Rang     | Flugdauer                           | Flugweite                                | Aerobatik                                                                 | Academy                                |
| -------- | ----------------------------------- | ---------------------------------------- | ------------------------------------------------------------------------- | -------------------------------------- |
| Sieger:  | Cameron Clark, Australien (13,33 s) | Jake Hardy, Vereinigte Staaten (56,61 m) | Kataryna Ahafonova, Ukraine (27 Punkte)                                   | Luer Hasenkrug, Deutschland (18,027 s) |
| Zweiter: | Vince Scholl, England (12,25 s)     | Lazar Krstic, Serbien (52,28 m)          | Tomasz Chodyra, Polen (25 Punkte)                                         | Ala Zrafi, Tunesien ()                 |
| Dritter: | Marek Lentsius, Estland (10,59 s)   | Robert Teršek, Slowenien (46,36 m)       | Zachary Horowitz, Vereinigte Staaten und Taichi Deguchi Japan (23 Punkte) | Insaf Sassi, Tunesien ()               |

Sascha Zimmermann von der TU Wien wurde mit dem 4. Platz in der Disziplin Flugweite (45,37 m) bester Österreicher. Elias Ring, der in Klosterneuburg (Niederösterreich) lebt, erreichte mit 22 Punkten in Aerobatics den 5. Platz und verpasste um 1 Punkt das Podest. Leon Ring, ebenfalls aus Klosterneuburg, erreichte in Flugdauer den 29. Platz. Stefan Asang von der FH Kufstein erzielte einen 38. Platz in Flugweite. Beide waren nicht ins Finale gekommen.
Bester Deutscher wurde Luer Hasenkrug (Berlin) der im Superfinale in der Kategorie längste Flugzeit auf dem neunten Platz landete. In der Flight Academy erreichte er jedoch Platz 1 und konnte sich somit doch noch einen Weltmeistertitel sichern. Die beiden anderen deutschen Ruven Lemke (Berlin) und Mohammad Abu Gharbieh (Kassel) schieden vorzeitig im ersten Vorentscheid aus.

### World Championships 2022
An den World Championships 2022 nahmen insgesamt ca. 61.000 Piloten teil. Für die World Finals im Mai 2022 qualifizierten sich die besten 192 Piloten.
| Rang     | Flugdauer                                     | Flugweite                                     | Aerobatik                                    |
| -------- | --------------------------------------------- | --------------------------------------------- | -------------------------------------------- |
| Sieger:  | Rana Muhammad Usman Saeed, Pakistan (14,86 s) | Lazar Krstić, Serbien (61,11 m)               | Seunghoon Lee, Südkorea (46 Punkte)          |
| Zweiter: | Esteban Neira, Chile (12,99 s)                | Yicheng Sun, Vereinigtes Königreich (57,07 m) | Seng Fatt Beh, Chinesisch Taipeh (42 Punkte) |
| Dritter: | Dimitri Dimitrev, Moldau (12,29 s)            | Abduaziz Omonillaev, Usbekistan (54,82 m)     | Taiga Kimura Japan (41 Punkte)               |

Außerdem schaffte Rana Muhammad Usman Saeed bereits in der Vorauswahl einen neuen Red Bull Paper Wings World Final-Rekord in der Kategorie Flugdauer mit sagenhaften 16,39 s.